# Christine Laptuta
Christine Laptuta (* 1951) je kanadská fotografka a umělkyně, která žije a tvoří v Portlandu ve státě Oregon.
Její dílo je zahrnuto ve sbírkách Kanadské národní galerie Muzea umění Houston a Portland Art Museum.